# Parowan
Parowan is een plaats (city) in de Amerikaanse staat Utah, en valt bestuurlijk gezien onder Iron County.

## Demografie
Bij de volkstelling in 2000 werd het aantal inwoners vastgesteld op 2565.
In 2006 is het aantal inwoners door het United States Census Bureau geschat op 2549, een daling van 16 (-0,6%).

## Geografie
Volgens het United States Census Bureau beslaat de plaats een oppervlakte van
15,1 km², geheel bestaande uit land. Parowan ligt op ongeveer 1834 m boven zeeniveau.

## Plaatsen in de nabije omgeving
De onderstaande figuur toont nabijgelegen plaatsen in een straal van 36 km rond Parowan.

## Geboren
- Alma Richards (20 februari 1890), hoogspringer